# Marc Brašnić
Marc-Frank Brašnić (* 21. Oktober 1996 in Aachen) ist ein  kroatisch-deutscher Fußballspieler. Er spielte zuletzt für den Bonner SC.

## Leben
Marc Brašnić wurde 1996 als Sohn eines Kroaten und einer Deutschen in der nordrhein-westfälischen Großstadt Aachen geboren. Während seiner Zeit in der Jugend von Bayer 04 Leverkusen lebte er bei einer Gastfamilie in Leverkusen. 2014 legte er das Fachabitur ab.

## Vereinskarriere

### Jugend und Karriere bei Bayer Leverkusen
Brašnić kam mit vier Jahren zum JSV Baesweiler 09 und ging danach in die Jugend von Alemannia Aachen, ehe er 2007 in die von Bayer 04 Leverkusen wechselte, in der er bis Juni 2015 spielte. In seiner Zeit als Jugendspieler erlitt er bereits zwei Kreuzbandrisse. In Leverkusen machte er insbesondere in der Spielzeit 2014/15 auf sich aufmerksam: In der A-Junioren-Bundesliga erzielte er in 26 Spielen 27 Tore und wurde gemeinsam mit dem Schalker Felix Schröter Torschützenkönig. Auch in derselben UEFA-Youth-League-Saison, in der er durch die Qualifikation der Profi-Mannschaft Leverkusens für die Champions-League-Gruppenphase spielen konnte, war er erfolgreich: Er schoss fünf Tore in fünf Spielen.
Im April 2015 erhielt Brašnić in Leverkusen seinen ersten Profivertrag und band sich bis Ende Juni 2018 an den Verein.

### SC Paderborn 07
Um bessere Chancen auf Einsätze im Profibereich zu erhalten, verlieh Leverkusen Brašnić für die Spielzeit 2015/16 an den Zweitligisten SC Paderborn 07. Nachdem Brašnić bereits in der Erstrundenpartie im DFB-Pokal sowie zwischen dem zweiten und vierten Spieltag des Ligawettbewerbs auf der Bank gesessen hatte, gab er sein Profidebüt am 29. August 2015 unter Trainer Markus Gellhaus bei der 1:2-Heimniederlage der Paderborner am fünften Spieltag gegen Arminia Bielefeld, als er in der 85. Minute für Marcel Ndjeng eingewechselt wurde.
In den folgenden Spielen verzichtete Gellhaus auf Brašnić, so dass dieser nur in der zweiten Mannschaft der Paderborner eingesetzt wurde, die zu diesem Zeitpunkt in der fünftklassigen Oberliga Westfalen spielte – auch der Wechsel auf dem Cheftrainer-Posten hin zu Stefan Effenberg Mitte Oktober 2015 änderte daran zunächst nichts. Sein Debüt in der Oberliga gab Brašnić am 13. September 2015 im Auswärtsspiel beim SuS Stadtlohn, das 3:3 endete und in dem er das Tor zum zwischenzeitlichen 2:0 seiner Mannschaft vorbereitete; sein erstes Tor erzielte er am 4. Oktober 2015 beim 3:1-Heimsieg über den SuS Neuenkirchen, als er zum zwischenzeitlichen 1:0 traf. Insgesamt spielte er in der Oberliga 13 Partien, er erzielte dabei acht Tore und gab fünf Torvorlagen.
Begünstigt durch die Suspendierungen der Angreifer Mahir Sağlık und Srđan Lakić nach dem 18. Spieltag in der zweiten Liga kehrte Brašnić für das Spiel gegen Fortuna Düsseldorf am 21. Dezember 2015 in den Kader der ersten Mannschaft – als letzter verbliebener nomineller Stürmer neben Nick Proschwitz – zurück und wurde in der torlosen Begegnung in der 73. Minute für Idir Ouali eingewechselt. Nach dem Jahreswechsel kam er unter Effenberg zu weiteren fünf Spielen in der 2. Bundesliga, in denen er jeweils eingewechselt wurde; eine Torbeteiligung konnte Brašnić jedoch nicht vorweisen. Da Paderborn bis Anfang März u. a. auf einen direkten Abstiegsplatz abgerutscht war, wurde Effenberg entlassen und durch René Müller ersetzt, unter dem Brašnić nicht mehr spielte. Er wurde nun wieder für die zweite Mannschaft eingesetzt und stand bis zum Saisonende kein weiteres Mal im Kader der ersten Mannschaft, die den Gang in die 3. Liga antreten musste. Nach dem Abstieg verlor das Leihgeschäft seine Gültigkeit und er verließ den Verein.

### SC Fortuna Köln
Für die Saison 2016/17 wurde Brašnić an den Drittligisten SC Fortuna Köln ausgeliehen. Sein Pflichtspieldebüt für die Kölner – und damit gleichzeitig sein erstes Drittliga- sowie erstes Spiel in der Startformation bei einem Profispiel – gab er am 5. August 2016 (2. Spieltag) beim 2:0-Heimsieg gegen Werder Bremen II, bei dem er in der 82. Minute für Michael Kessel ausgewechselt wurde. Sein erstes Tor im Profifußball gelang Brašnić am 17. September 2016 (7. Spieltag) beim 2:2-Unentschieden beim SSV Jahn Regensburg durch einen Elfmeter in der 59. Minute.

### Weitere Karriere
Am 31. August 2017 verließ Brašnić Leverkusen und unterschrieb einen Vertrag beim Viertligisten FC Viktoria Köln.
Nachdem sein Vertrag bei Viktoria Köln Ende Juni 2018 ausgelaufen war, wechselte Brašnić am 24. August nach Berlin zum Regionalligisten BFC Dynamo. Noch am selben Tag debütierte er in der Liga beim 1:1 bei der FSV Budissa Bautzen in der Startformation und wurde in der 82. Minute ausgewechselt. 2019 wechselte er zum FC Rot-Weiß Erfurt. Nach einem Halbjahresaufenthalt bei den Erfurtern wechselte er nach Berlin zum Berliner AK. Auch hier blieb er nur ein halbes Jahr.
Nach der Saison 2019/2020 wechselte er zum 1. FC Düren in die fünftklassige Mittelrheinliga. In Düren sollte er sich zu einem der Stammspieler etablieren und mit ihnen 2022 in die Regionalliga West aufsteigen. 2024 wechselte er zum Ligakonkurrenten Alemannia Aachen zurück in seine Geburtsstadt. Auch hier war er erfolgreich und gewann mit den Aachenern in der Saison 2023/24 sowohl die Regionalliga West und den damit verbundenen Aufstieg in die 3. Liga als auch den Mittelrheinpokal, womit sie sich für den DFB-Pokal qualifizierten.
In der Saison 2024/25 löste Alemannia Aachen den Vertrag mit Brašnić auf. Kurz danach wechselte er zum Bonner SC, wo er beim Aufstieg in die Regionalliga West helfen soll. Am Ende der Saison verließ er den Bonner SC.

## Nationalmannschaft
Brašnić absolvierte 2010 zwei Spiele für die deutsche U-15-Auswahl, in denen er ein Tor erzielte. Aufgrund ausgebliebener weiterer Nominierungen seitens des deutschen Verbandes für die U-15 und andere Jugendauswahlmannschaften beantragte Brašnić die kroatische Staatsbürgerschaft, die sein Vater führt, und absolvierte mit 17 Jahren im September 2014 ein Spiel für die U-19 Kroatiens. In einem Interview acht Monate nach dem Spiel für Kroatien erklärte er, dass er sich noch nicht entschieden habe, für welche Auswahl er fest spielen möchte.

## Erfolge
- Torschützenkönig der A-Junioren-Bundesliga Staffel West, gemeinsam mit Felix Schröter, 2015
- Torschützenkönig Mittelrheinpokal 2017/18
- Meister der Regionalliga West: 2024
- Mittelrheinpokal-Sieger: 2018, 2020, 2024